# Lycaena suppressa
Lycaena suppressa är en fjärilsart som beskrevs av Tutt. Lycaena suppressa ingår i släktet Lycaena och familjen juvelvingar. Inga underarter finns listade i Catalogue of Life.